# 36182 Монтігіані
36182 Монтігіані (36182 Montigiani) — астероїд головного поясу, відкритий 10 жовтня 1999 року.
Тіссеранів параметр щодо Юпітера — 3,014.